# Опале листя (фільм, 2023)
«Опале листя» (фін. Kuolleet lehdet) — фільм фінського режисера Акі Каурісмякі, випущений у 2023 році. Це 20-й фільм Каурісмякі і продовження «пролетарської трилогії», до якої входять кінокартини «Тіні в раю» (1986), «Аріель»  (1988) та «Дівчина з сірникової фабрики» (1990). Фільм оповідає зокрема про проблему алкоголізму, і його називають «класичною спрощеною історією кохання» та «політичною романтичною комедією». Зйомки фільму проходили в Гельсінкі, а головні ролі виконали актори Альма Пейсті та Юссі Ватанен.
Фільм здобув Приз журі Каннського кінофестивалю. Крім цього, він був номінований на Золотий глобус як найкращий фільм іноземною мовою, а Альма Пейсті стала номінанткою в категорії «Найкраща жіноча роль — комедія або мюзикл».

## Сюжет
Анса (з фінської «пастка») — самотня жінка, яка живе в Гельсінкі та працює розкладальницею продуктів в супермаркеті. Вона знайомиться з іншим одиноким мешканцем її міста, робітником Голаппою, який страждає на алкоголізм. Вони намагаються почати стосунки і Голаппа припиняє вживати алкоголь. Фільм оповідає про одиноких людей, яких турбують проблеми минулого, й описується як трагікомедія.

## Акторський склад
| Альма Пейсті     | Анса                          |
| Юссі Ватанен     | Голаппа                       |
| Янне Гюутіяйнен  | Гуотарі                       |
| Нуппу Койву      | Лійса                         |
| Матті Оннісмаа   | керівник металообробного цеху |
| Симон Аль-Базун  | власник інтернет-кафе         |
| Мартті Суосало   | Рауніо, начальник Анси        |
| Сакарі Куосманен | чоловік в готелі              |
| Марія Гейсканен  | старша медсестра              |
| Аліна Томніков   | Тоня                          |
| Maustetytöt      | камео                         |
| Юго Куосманен    | камео (в титрах не вказаний)  |
| Мітʼя Туурала    | сумнівний чоловік 1           |
| Самі Муттілайнен | сумнівний чоловік 2           |
| Шерван Хаджи     | Халед                         |
| собака Альма     | собака Чаплін                 |

## Виробництво
Раніше Каурісмякі казав, що його фільм «По той бік надії», премʼєра якого відбулася у 2017 році, має стати останнім у його карʼєрі, але у червні 2022 року стало відомо про початок роботи над новою картиною. Зйомки почалися в серпні 2022 року у районі Калліо в Гельсінкі, а оператором-постановником виступив Тімо Салмінен, з яким Каурісмякі вже співпрацював раніше.
Часовий період, у якому відбувається дія фільму, є невизначеним; вважається, що це альтернативна реальність. Календар на стіні в кадрі показує осінь 2024 року, але новини по радіо оповідають про початок російського вторгнення в Україну у 2022 році; також у кадрі використовуються дротові телефони та старі потяги. Фільм містить низку відсилок до інших кінокартин, зокрема до «Мертві не помирають» Джима Джармуша, «Короткої зустрічі» Девіда Ліна та «Вогнів рампи» Чарлі Чапліна.
Премʼєра фільму у Фінляндії відбулася 15 вересня 2023 року. Каурісмякі особисто заборонив продаж фільму до Ізраїлю та Туреччини.

## Критика
Журнал Time назвав фільм «тихим шедевром» і, ймовірно, найкращим фільмом Каурісмякі.
Окрім цього, фільм увійшов до найкращих 10 фільмів 2023 року за версією журналу Time та списку найкращих 10 фільмів 2023 року за версією журналу Cahiers du cinéma.

## Визнання
Фільм виграв Приз журі Каннського кінофестивалю. Приз журі отримала й собака Каурісмякі Альма, яку відзначили на церемонії нагородження собак-акторів Palm Dog. В серпні 2023 року «Опале листя» був обраний найкращим фільмом року за версією Міжнародної федерації кінопреси. Журнал Time назвав фільм «тихим шедевром» і, ймовірно, найкращим фільмом Каурісмякі та вніс його до списку 10 найкращих фільмів 2023 року.
Картина була номінована на фінську кінопремію Юссі у чотирьох категоріях: найкращий фільм, режисер, головний актор (Юссі Ватанен) та актор-улюбленець публіки (Альма Пейсті), але не переміг в жодній з них.
Фільм «Опале листя» номінувався від Фінляндії на кінопремію Оскар в категорії «Найкращий фільм іноземною мовою» та потрапив до шорт-листа із 15 претендентів, але не потрапив до фінального списку номінантів. На церемонії нагородження Європейським кінопризом в Берліні фільм номінувався як найкращий фільм та у категоріях «найкращий режисер», «найкращий актор» та «найкраща акторка», але нагород не отримав. Фільм та акторка Альма Пейсті були номіновані і на Золотий глобус, але також не отримали нагороди.

## Усі нагороди
| Нагорода                                          | Дата церемонії      | Категорія                                     | Отримувач(і)                                             | Результат  | Джерело       |
| ------------------------------------------------- | ------------------- | --------------------------------------------- | -------------------------------------------------------- | ---------- | ------------- |
| Альянс жінок-кіножурналістів                      | 3 січня 2024 року   | Найкращий фільм іноземною мовою               | «Опале листя»                                            | Номінація  | [ 39 ]        |
| Astra Film Awards                                 | 6 січня 2024 року   | Найкращий іноземний фільм                     | «Опале листя»                                            | Номінація  | [ 40 ]        |
| Astra Film Awards                                 | 6 січня 2024 року   | Найкраща іноземна акторка                     | Альма Пейсті                                             | Номінація  | [ 40 ]        |
| British Independent Film Awards                   | 3 грудня 2023 року  | Найкращий іноземний незалежний фільм          | Акі Каурісмякі, Міша Яарі, Марк Львофф, Рейнгард Брундіґ | Номінація  | [ 41 ]        |
| Каннський кінофестиваль                           | 27 травня 2023      | Золота пальмова гілка                         | Акі Каурісмякі                                           | Номінація  | [ 42 ]        |
| Каннський кінофестиваль                           | 27 травня 2023      | Приз журі                                     | Акі Каурісмякі                                           | Перемога   | [ 43 ]        |
| Сезар                                             | 23 лютого 2024 року | Найкращий фільм іноземною мовою               | «Опале листя»                                            | Номінація  | [ 44 ] [ 45 ] |
| Міжнародний кінофестиваль у Чикаго                | 22 жовтня 2023      | Золотий Гʼюго                                 | «Опале листя»                                            | Номінація  | [ 46 ]        |
| Міжнародний кінофестиваль у Чикаго                | 22 жовтня 2023      | Срібний Гʼюго у категорії «Найкращий режисер» | Акі Каурісмякі                                           | Перемога   | [ 47 ]        |
| Асоціація кінокритиків Далласа/Форт-Верт          | 18 грудня 2023 року | Найкращий фільм іноземною мовою               | «Опале листя»                                            | 5-те місце | [ 48 ]        |
| Дублінська спілка кінокритиків                    | 19 грудня 2023 року | Найкращий сценарій                            | Акі Каурісмякі                                           | 4-те місце | [ 49 ]        |
| Європейський кіноприз                             | 9 грудня 2023 року  | Найкращий фільм                               | «Опале листя»                                            | Номінація  | [ 50 ]        |
| Європейський кіноприз                             | 9 грудня 2023 року  | Найкращий режисер                             | Акі Каурісмякі                                           | Номінація  | [ 50 ]        |
| Європейський кіноприз                             | 9 грудня 2023 року  | Найкращий сценарист                           | Акі Каурісмякі                                           | Номінація  | [ 50 ]        |
| Європейський кіноприз                             | 9 грудня 2023 року  | Найкращий актор                               | Юссі Ватанен                                             | Номінація  | [ 50 ]        |
| Європейський кіноприз                             | 9 грудня 2023 року  | Найкраща акторка                              | Альма Пейсті                                             | Номінація  | [ 50 ]        |
| Європейський кіноприз                             | Березень 2024       | Приз глядацьких симпатій LUX                  | «Опале листя»                                            | Номінація  | [ 51 ]        |
| Золотий глобус                                    | 7 січня 2024        | Найкращий фільм іноземною мовою               | Міша Яарі, Акі Каурісмякі та Марк Львофф                 | Номінація  | [ 52 ]        |
| Золотий глобус                                    | 7 січня 2024        | Найкраща жіноча роль — комедія або мюзикл     | Альма Пейсті                                             | Номінація  | [ 52 ]        |
| Опитування критиків IndieWire                     | 11 грудня 2023      | Найкращий іноземний фільм                     | «Опале листя»                                            | 5-те місце | [ 53 ]        |
| International Cinephile Society                   | 11 лютого 2024      | Найкращий фільм                               | «Опале листя»                                            | Номінація  | [ 54 ]        |
| International Cinephile Society                   | 11 лютого 2024      | Найкраща акторка                              | Альма Пейсті                                             | Номінація  | [ 54 ]        |
| Міжнародний кінофестиваль у Мішкольці             | 9 вересня 2023      | Премія Адольфа Цукора                         | «Опале листя»                                            | Перемога   | [ 55 ]        |
| Національна рада кінокритиків США                 | 6 грудня 2023 року  | Найкращі 5 іноземних фільмів                  | «Опале листя»                                            | Перемога   | [ 56 ]        |
| Національна спілка кінокритиків США               | 6 січня 2024 року   | Найкращий фільм іноземною мовою               | «Опале листя»                                            | Перемога   | [ 57 ]        |
| Спілка кінокритиків Сан-Дієґо                     | 19 грудня 2023 року | Найкращий фільм іноземною мовою               | «Опале листя»                                            | Номінація  | [ 58 ]        |
| San Francisco Bay Area Film Critics Circle Awards | 9 січня 2024 року   | Найкращий іноземний фільм                     | «Опале листя»                                            | Номінація  | [ 59 ]        |
| Satellite Awards                                  | 18 лютого 2024 року | Найкраща акторка у драмі, комедії або мюзиклі | Альма Пейсті                                             | Номінація  | [ 60 ]        |
| Satellite Awards                                  | 18 лютого 2024 року | Найкращий фільм іноземною мовою               | «Опале листя»                                            | Номінація  | [ 60 ]        |
| Асоціація кінокритиків Сейнт-Луїса                | 17 грудня 2023 року | Найкращий міжнародний фільм                   | «Опале листя»                                            | Номінація  | [ 61 ]        |
| Міжнародний кінофестиваль в Сіднеї                | 18 червня 2023 року | Найкращий фільм                               | «Опале листя»                                            | Номінація  | [ 62 ]        |
| Асоціація кінокритиків Торонто                    | 17 грудня 2023 року | Найкращий міжнародний фільм                   | «Опале листя»                                            | Перемога   | [ 63 ]        |
| Асоціація кінокритиків Вашингтона, округ Колумбія | 10 грудня 2023      | Найкращий фільм іноземною мовою               | «Опале листя»                                            | Номінація  | [ 64 ]        |